# Montauban
Montauban este un oraș în Franța, prefectura departamentului Tarn-et-Garonne, în regiunea Midi-Pirinei. 

## Monumente

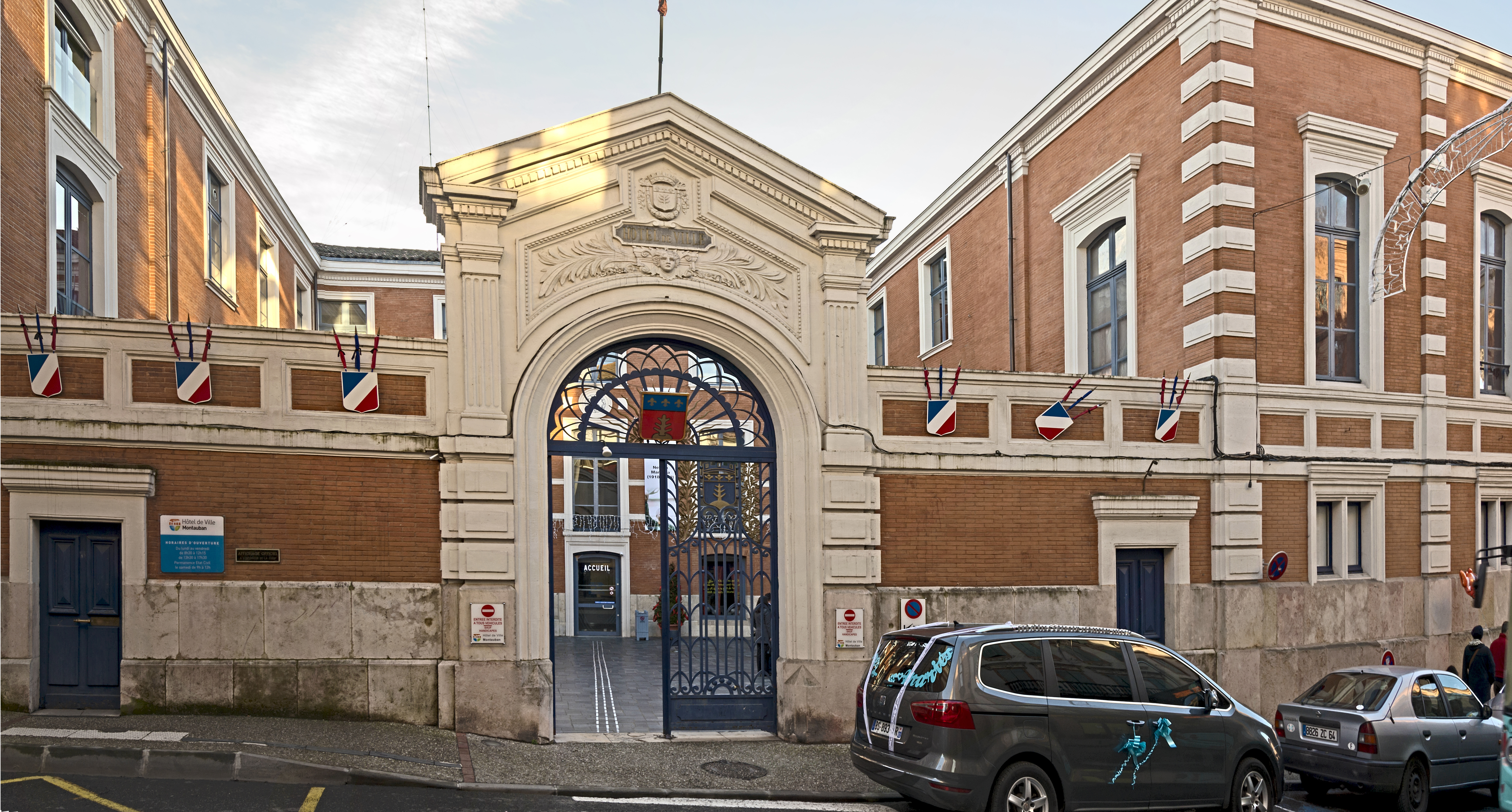
Primărie.
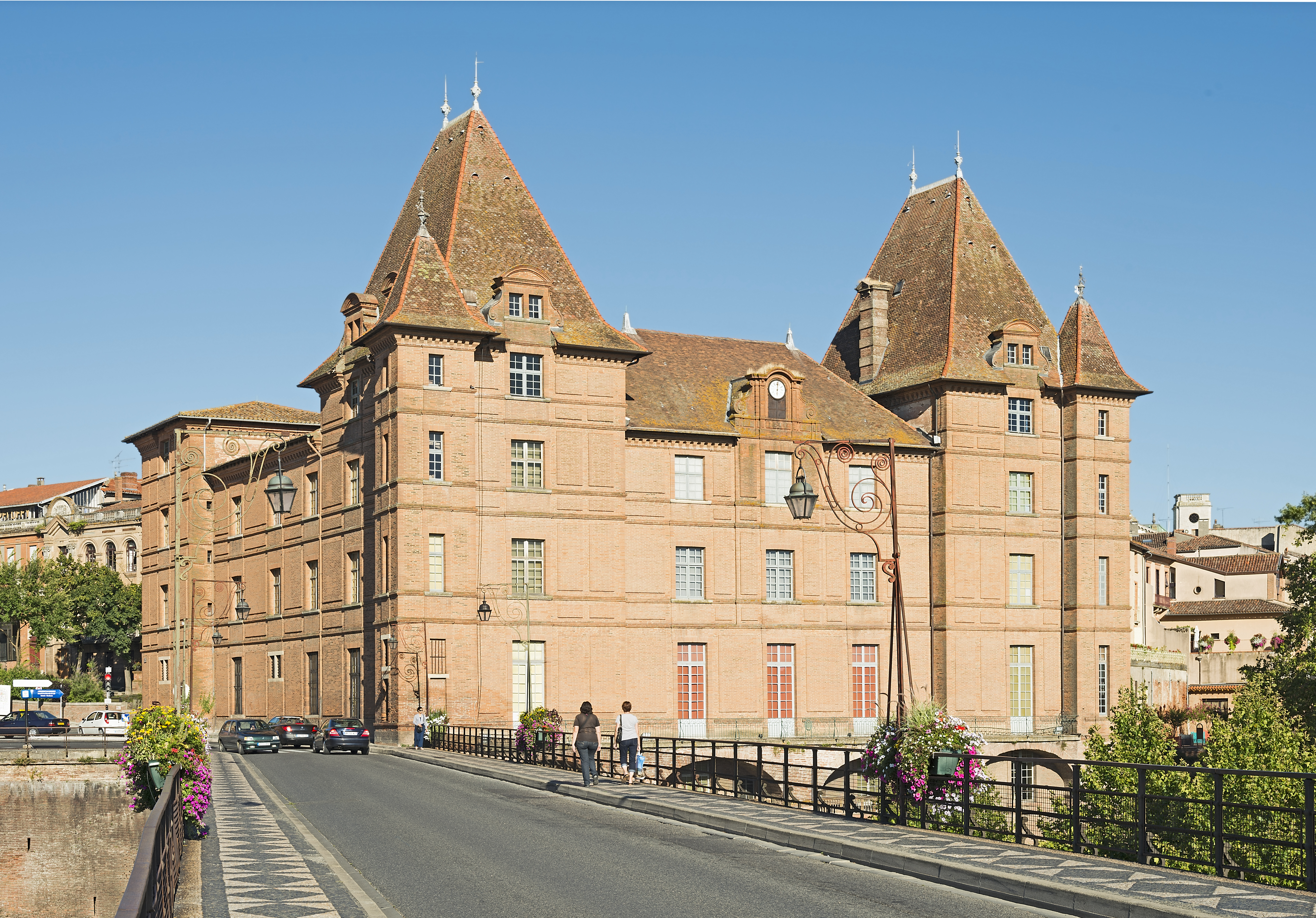
Muzeu Inges
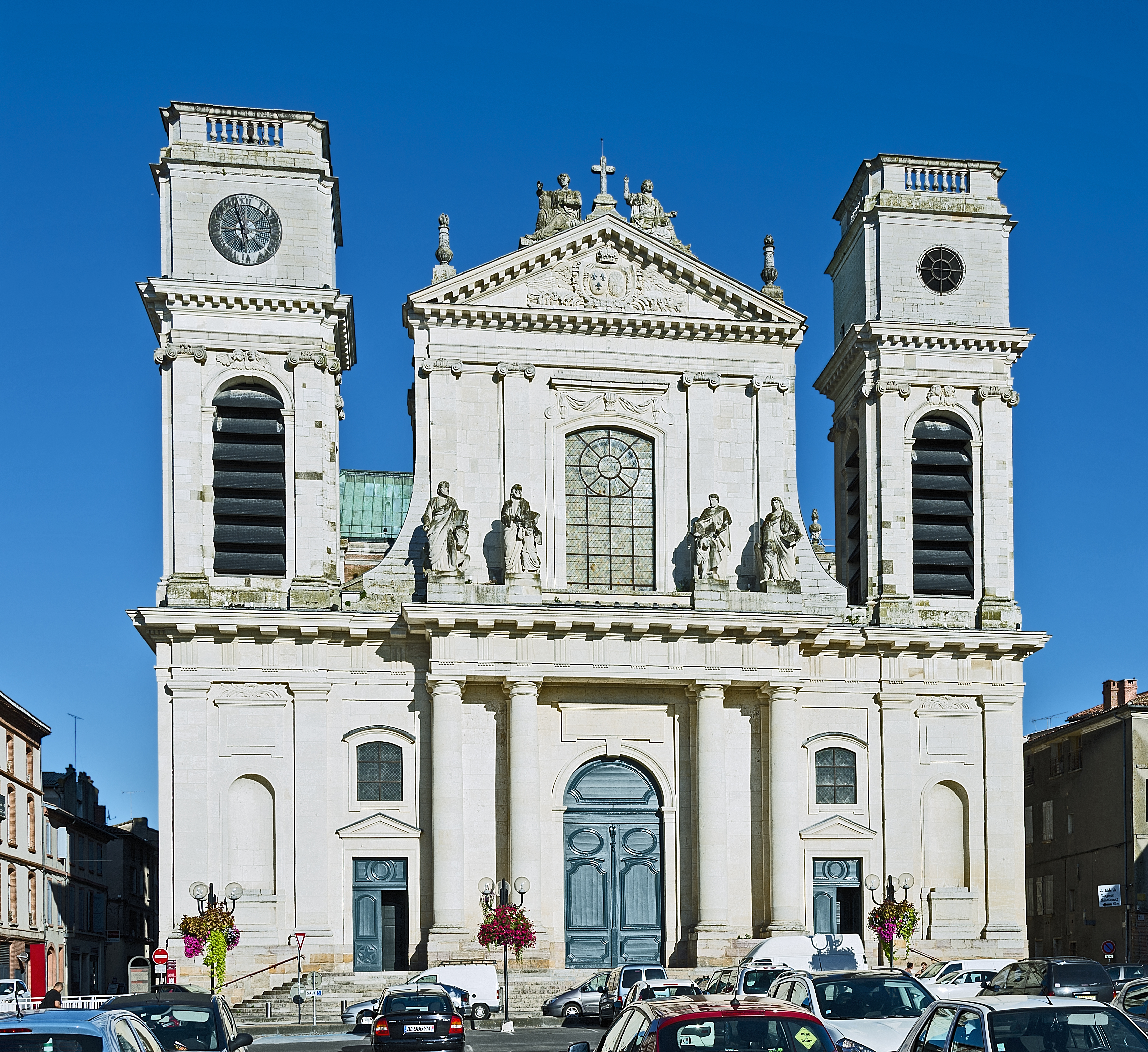
Catedrală

## Personalități născute aici
- Olympe de Gouges (1748 - 1793), scriitoare;
- Jean Auguste Dominique Ingres (1780 - 1867), pictor;
- Louis Gallois (n. 1944), om de afaceri;
- Daniel Cohn-Bendit (n. 1945), om politic, europarlamentar;
- Chantal Cauquil (n. 1949), om politic, europarlamentar.